# طلای ناپل
طلای ناپل (به ایتالیایی: L'oro di Napoli) فیلمی ایتالیایی در سبک کمدی محصول سال ۱۹۵۴ در شهر ناپل است و نوعی ادای احترام دسیکا به شهری است که دوران کودکی خود را در آنجا گذرانده است و از ۶ داستان کوتاه تشکیل شده است. این فیلم به جشنواره فیلم کن ۱۹۵۵ راه یافت.